# Route régionale 23 (Tunisie)
Pour les articles homonymes, voir Route 23.
La route régionale 23 ou RR23 est un axe routier secondaire de Tunisie à caractère de voie rapide.
Elle prend son origine à la gare de Tunis Marine, sur la ligne du TGM, coupe les voies ferrées et traverse le lac de Tunis vers La Goulette sur une chaussée à deux fois deux voies séparées par des glissières en béton en passant sous le pont Radès-La Goulette.

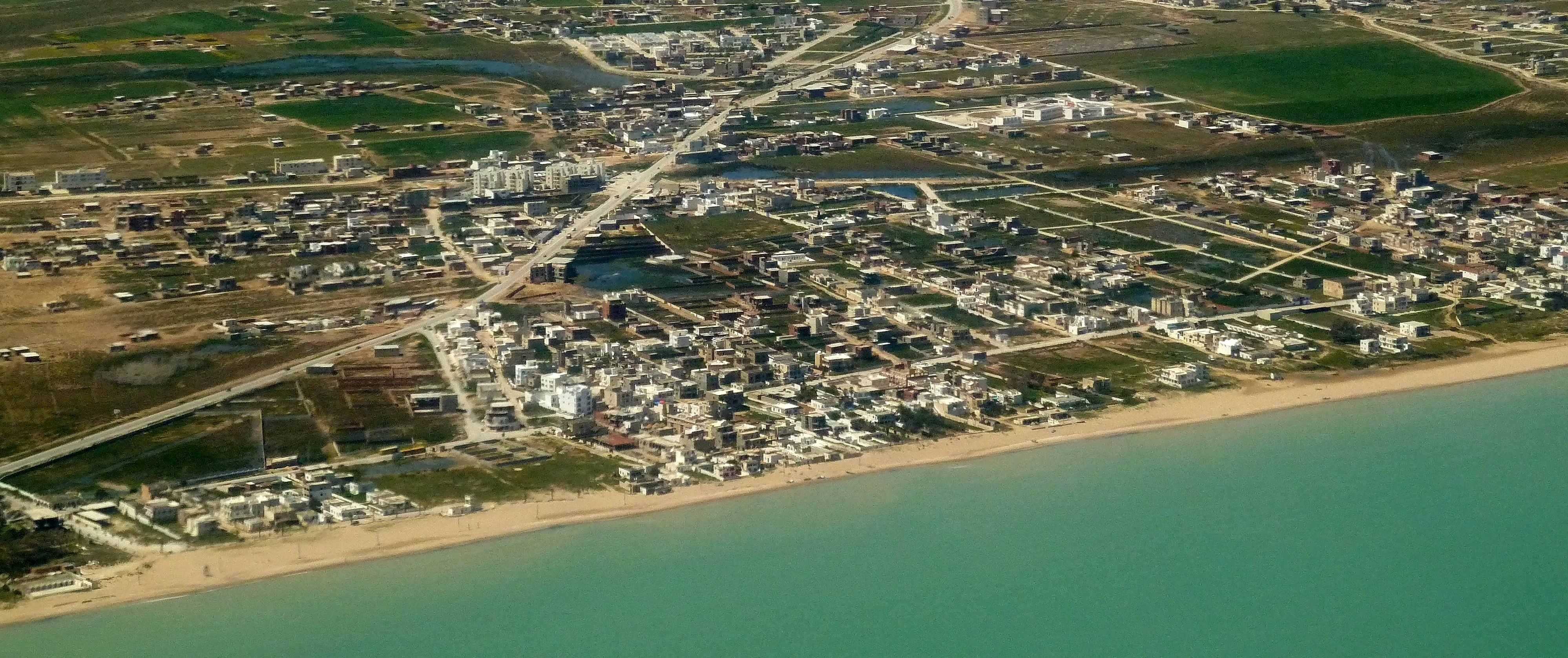
RR23 en diagonale de l'image, au niveau de Raoued.

De La Goulette, la route se dirige Ouest-Nord-Ouest vers Le Kram qu'elle contourne à l'Ouest, puis se dirige au Nord-Est vers Carthage-Salammbô. Elle coupe la RN10 à La Malga, coupe la RN9 à I'Est de La Marsa, passe à l'Est de la sebkha Ariana au niveau de Gammarth, où elle quitte le gouvernorat de Tunis, et entre à Raoued dans le gouvernorat de l'Ariana.
La RR23 passe alors sur le cordon littoral entre la mer à l'Est et la sebkha de l'autre côté puis contourne la sebkha par le Nord-Ouest jusqu'à rejoindre l'avenue Fethi-Zouhir au lieu-dit Sidi Amor.